# Il pistolero dell'Ave Maria
Il pistolero dell'Ave Maria (Tierra de gigantes en español) es una película italiana de spaghetti western de 1969 dirigida por Ferdinando Baldi.
La película es una adaptación cinematográfica del mito griego de Orestes, que fue protagonista de tres famosas obras dramáticas de Esquilo, Sófocles y Eurípides. Ulrich P. Bruckner situó la película entre las más interesantes y chocantes del género spaghetti western de los años 60.

## Reparto
- Leonard Mann: Sebastián Carrasco
- Luciana Paluzzi: Anna Carrasco
- Peter Martell: Rafael García
- Alberto de Mendoza: Tomás

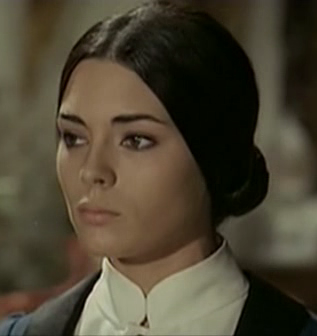
Isabella Carrasco (Pilar Velázquez)
en parte de un fotograma de la película.

- Pilar Velázquez: Isabella Carrasco
- José Suárez: el general Juan Carrasco
- Piero Lulli: Francisco
- José Manuel Martín: Miguel
- Luciano Rossi: Juanito
- Barbara Nelly: Conchita
- Mirella Pampili: Inez
- Franco Pesce: Tequila, el tabernero
- Franco Gulà: el predicador
- Nicola Solari
- Silvana Bacci: María, la Bruja
- Eugenio Galadini
- José Riesco: un secuaz de Francisco
- Omero Capanna: un sicario
- Enzo Fiermonte: fraile
- Osiride Pevarello: otro sicario
- Renzo Pevarello: otro secuaz de Francisco
- José Terrón: otro secuaz de Francisco